# Fierbinți, Dâmbovița
Fierbinți este un sat în comuna Șelaru din județul Dâmbovița, Muntenia, România.

## Personalități
- Vasile Năsturică (1946 - 2011), violonist

 Acest articol despre o localitate din județul Dâmbovița este deocamdată un ciot. Puteți ajuta Wikipedia prin completarea lui.